# Etsuko Handa
Etsuko Handa (半田 悦子 Handa Etsuko?,  nacido el 10 de mayo de 1965 en Shizuoka) es una exfutbolista japonesa que jugaba como centrocampista.
Handa jugó 75 veces y marcó 19 goles para la selección femenina de fútbol de Japón entre 1981 y 1996. Handa fue elegida para integrar la selección nacional de Japón para los Copa Mundial Femenina de Fútbol de 1991, 1995 y Juegos Olímpicos de Verano de 1996.

## Trayectoria

### Clubes
| Club                            | País  | Año         |
| ------------------------------- | ----- | ----------- |
| Shimizudaihachi SC              | Japón | ????        |
| Suzuyo Shimizu FC Lovely Ladies | Japón | 1989 - 1996 |

### Selección nacional
| Selección | País  | Año         |
| --------- | ----- | ----------- |
| Absoluta  | Japón | 1981 - 1996 |

## Estadística de equipo nacional
| Selección femenina de fútbol de Japón | Selección femenina de fútbol de Japón | Selección femenina de fútbol de Japón |
| Año                                   | Partidos                              | Goles                                 |
| ------------------------------------- | ------------------------------------- | ------------------------------------- |
| 1981                                  | 5                                     | 1                                     |
| 1982                                  | 0                                     | 0                                     |
| 1983                                  | 0                                     | 0                                     |
| 1984                                  | 3                                     | 0                                     |
| 1985                                  | 0                                     | 0                                     |
| 1986                                  | 13                                    | 2                                     |
| 1987                                  | 4                                     | 0                                     |
| 1988                                  | 3                                     | 1                                     |
| 1989                                  | 9                                     | 6                                     |
| 1990                                  | 6                                     | 4                                     |
| 1991                                  | 8                                     | 2                                     |
| 1992                                  | 0                                     | 0                                     |
| 1993                                  | 5                                     | 3                                     |
| 1994                                  | 5                                     | 0                                     |
| 1995                                  | 7                                     | 0                                     |
| 1996                                  | 7                                     | 0                                     |
| Total                                 | 75                                    | 19                                    |